# Guerra Grã-Colômbia–Peru

A Guerra Grã-Colômbia-Peru (em castelhano:  Guerra grancolombo-peruana) de 1828 e 1829 foi um conflito militar internacional travado entre a República do Peru, que conquistara sua independência da Espanha em 1821, e a Grã-Colômbia, que existiu entre 1819 e 1830.
A guerra foi dividida em duas campanhas: naval e terrestre. A naval foi favorável ao Peru, que bloqueou a costa pacífica da Grã-Colômbia e ocupou Guayaquil, enquanto a terrestre foi favorável à Grã-Colômbia, na qual o confronto mais relevante foi a batalha de Tarqui, embora não tenha havido capitulação definitiva do Exército Peruano.

## Causas

### Fracasso da Federação dos Andes e crise interna da Grã-Colômbia
Depois de acabar com o domínio espanhol no Peru, o Libertador Simón Bolívar concentrou-se em unir as repúblicas andinas numa grande federação, mas a sua ação foi considerada inaceitável no Chile e em Buenos Aires, onde despertou amargos rancores.
Diante da impossibilidade de levar a cabo seu projeto, Bolívar decidiu retornar à Grã-Colômbia em 1826 para enfrentar a desordem interna daquele país, pois várias rebeliões haviam eclodido contra sua autoridade nos distritos do norte e do centro.

### Nacionalismo peruano
Depois que Bolívar deixou o Peru, surgiu neste país um sentimento nacionalista, contrário ao Libertador e à Grã-Colômbia. Entre as principais causas estão as seguintes:
- A longa presença de Bolívar no Peru.
- A prepotência de seus lugar-tenentes.
- O alto custo da manutenção privilegiada de suas tropas.
- A criticada Constituição Vitalícia de 1826.

### Conflito fronteiriço entre o Peru e a Grã-Colômbia

Localização do território disputado.

Também haviam desacordos relativos as questões fronteiriças entre os dois países. A Grã-Colômbia reivindicava os territórios de Tumbes, Jaén de Bracamoros (atualmente em Cajamarca) e Maynas (sendo Maynas entendido como o território formado pelos atuais departamentos peruanos de Loreto e Amazonas), pertencentes ao Peru de acordo com o princípio da autodeterminação dos povos e o uti possidetis de 1810, fórmula jurídica que implicava tomar como ponto de partida o território tradicionalmente ocupado por cada país no ano de 1810.

### A dívida do Peru com a Grã-Colômbia e a questão das substituições
Houve também outras questões entre os dois países, não menos importantes. A Grã-Colômbia exigiu que o Peru pagasse a dívida pelas despesas incorridas durante a guerra de emancipação em solo peruano.
Outro assunto muito espinhoso foi o das “substituições”, ou seja, a substituição das tropas peruanas que o Peru teve que fazer pelas tropas grã-colombianas devido às baixas sofridas por estas durante a guerra independentista peruana, embora a guerra já tivesse terminado.

### A expulsão do cônsul grã-colombiano e a intervenção peruana na Bolívia
As tensões entre o Peru e a Grã-Colômbia foram alimentadas pela imprensa de Lima e Bogotá, que, utilizando uma linguajar agressivo, estimulou a discórdia entre os dois países. O cônsul grã-colombiano Cristóbal Armero foi expulso, acusado pelo Peru de intervir em assuntos políticos internos, e atos ultrajantes foram organizados contra Bolívar e o marechal Antonio José de Sucre.  Este fato, somado à ação armada do General Agustín Gamarra que precipitou a saída de Sucre e dos grã-colombianos da Bolívia, trouxe a ira de Bolívar, que estava ciente das diferentes manobras que pretendiam desestabilizar sua autoridade. Tudo isso fez com que, em Bogotá, o governo grã-colombiano não quisesse receber o diplomata peruano José Villa, a quem foram emitidos seus passaportes e foi enviado de volta ao Peru.

### O ultimato da Grã-Colômbia ao Peru

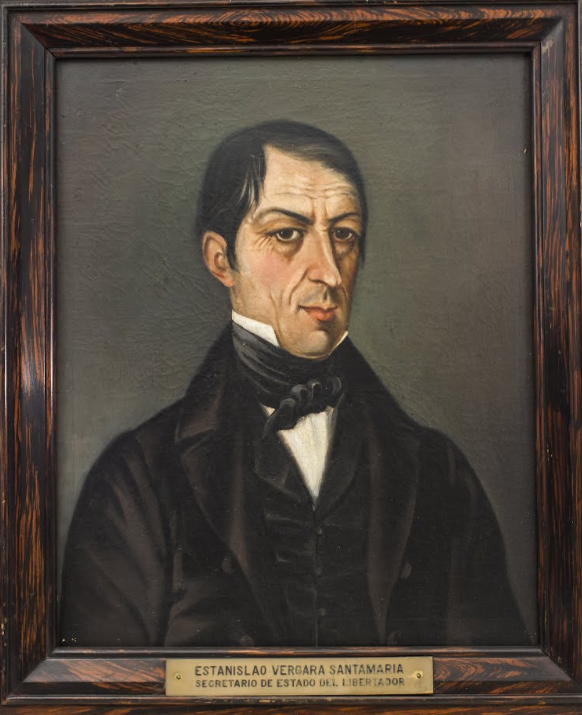
Retrato de Estanislao Vergara Sanz de Santamaria, Ministro das Relações Exteriores de Simón Bolívar.

Em 3 de março de 1828, enquanto continuava a meticulosa e apaixonada troca de missivas, veio o que o Peru consideraria uma ameaça do chanceler grã-colombiano Estanislao Vergara, que expressou que seu país se consideraria hostilizado e em situação de recorrer ao destino das armas se dentro de seis meses o governo peruano não entregasse Jaén e a parte de Maynas que ocupava, se não pagasse 3.595.747 pesos como dívida da guerra de emancipação, se não reduzisse o número de tropas na fronteira, se não voltasse a receber o cônsul grã-colombiano Armero e se não declarasse que estava pronto para enviar substitutos aos grã-colombianos mortos em combate durante a guerra independentista peruana. O diplomata peruano Villa publicou um livro de memórias para defender o seu governo e o chanceler grã-colombiano refutou-o com uma contra-memoria.

### O prelúdio da guerra
Em 17 de maio de 1828, o Congresso da República do Peru autorizou o presidente José de La Mar a colocar tropas em estado de guerra.

## Início
Em 20 de maio de 1828, o governo do Peru declarou guerra ao governo da Grã-Colômbia. Em resposta, em 3 de julho, Bolívar exclamou a seguinte proclamação, dirigida aos cidadãos e soldados de seu país:
Em 15 de julho, o governo da Grã-Colômbia declarou guerra ao Peru, afirmando que:
La Mar e o vice-presidente peruano Manuel Salazar y Baquíjano responderam com as suas próprias proclamações belicosas.

### Forças em guerra
O Exército Peruano contava com 7.500 efetivos e estava sob o comando de Gamarra, a quem La Mar nomeou comandante-em-chefe, reservando para si o cargo de diretor de guerra e operações. Tinha a seguinte organização:
| Primeira divisão (sob o comando do General Plaza)        | Batalhão 1° "Ayacucho"                                                        |
| Primeira divisão (sob o comando do General Plaza)        | Batalhão N°3                                                                  |
| Segunda divisão (sob o comando do General Cerdeña)       | Batalhão "Pichincha"                                                          |
| Segunda divisão (sob o comando do General Cerdeña)       | Batalhão "Zepita"                                                             |
| Terceira divisão (sob o comando do Coronel Prieto)       | Batalhão 2° "Ayacucho"                                                        |
| Terceira divisão (sob o comando do Coronel Prieto)       | Batalhão 3° "Callao"                                                          |
| Coluna independente (sob o comando do Coronel Benavides) | Batalhão 1° "Callao"                                                          |
| Coluna independente (sob o comando do Coronel Benavides) | Compañías de cazadores del 2° "Ayacucho", 2° "Callao", "Pichincha" y "Zepita" |
| Divisão de cavalaria (sob o comando do General Necochea) | Regimento "Húsares de Junín"                                                  |
| Divisão de cavalaria (sob o comando do General Necochea) | Regimento "Dragones de Arequipa"                                              |
| Divisão de cavalaria (sob o comando do General Necochea) | Regimento "Lanceros del Callao"                                               |

Além do exposto, o Exército Peruano contava com quatro peças de artilharia e um suprimento abundante para dois anos de operações.
O Exército Peruano estava com o moral muito elevado por ter conseguido a expulsão das tropas grã-colombianas da Bolívia.
As tropas grã-colombianas estavam sob o comando do general Juan José Flores e sob a direção de Sucre. Tinham a seguinte organização:
| Primeira divisão (sob o comando do General Urdaneta) | Batallón "Rifles"                  |
| Primeira divisão (sob o comando do General Urdaneta) | Batalhão "Yaguachi"                |
| Primeira divisão (sob o comando do General Urdaneta) | Batalhão "Caracas"                 |
| Primeira divisão (sob o comando do General Urdaneta) | Esquadrão "Cedeño"                 |
| Primeira divisão (sob o comando do General Urdaneta) | Esquadrão 4° de "Húsares"          |
| Segunda divisão (sob o comando do General Sandes)    | Batalhão "Cauca"                   |
| Segunda divisão (sob o comando do General Sandes)    | Batalhão "Pichincha"               |
| Segunda divisão (sob o comando do General Sandes)    | Batalhão "Quito"                   |
| Cavalaria                                            | Esquadrão "Dragones del Istmo"     |
| Cavalaria                                            | Esquadrão "Granaderos de Colombia" |
| Cavalaria                                            | Esquadrão 3° de "Húsares"          |
| Cavalaria                                            | Esquadrão 2° de "Húsares"          |

Adicionalmente, Bolívar organizou e criou algumas unidades para apoiar Sucre na defesa do departamento grã-colombiano de Azuay. As tropas, formadas em Nova Granada, receberam o nome de Reserva e deveriam  cruzar Pasto e Quito para chegar à fronteira com o Peru. Já em Pasto, Bolívar foi detido pelo general grã-colombiano José María Obando, não pode executar seu plano.
Na Grã-Colômbia, a guerra com o Peru teve grande impopularidade desde o início.

## Campanha naval

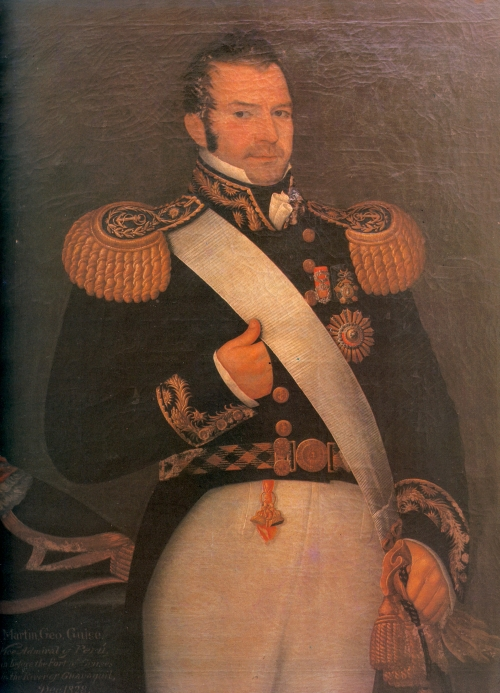
Vice-almirante Martín Guise, comandante da marinha peruana.

A esquadra peruana sob o comando do vice-almirante Martín Guise iniciou a campanha marítima dominando o mar, sua frota composta por duas fragatas, uma corveta, um bergantim e duas goletas às quais também se somaram oito canhoneiras saiu vitoriosa no combate de Malpelo no 31 de agosto e na Batalha de Cruces em 22 de novembro do mesmo ano para em seguida atacar o porto artilhado de Guayaquil, defendido por duas goletas, diversas canhoneiras e baterias costeiras, a entrada do porto estava fechada por uma linha de correntes.
No dia 22 de novembro ocorreu o combate naval de Cruces, a frota peruana canhonou as defesas grã-colombianas, silenciando as baterias e destruindo os barcos. Após o término do combate, Guise ordenou a retirada da frota peruana para seu ancoradouro em Cruces, já que a rendição de Guayaquil era apenas uma questão de tempo. Mas para o infortúnio dos peruanos, a fragata Presidente onde estava Guisse encalhou em um dos baixios do estuário, permanecendo nessa situação por dez horas esperando a maré para flutuá-la, no entanto, este período de tempo não foi desperdiçado pelos defensores terrestres que montaram um canhão no porto e dispararam contra a fragata que, devido à sua posição, não conseguiu responder aos disparos, quando a maré subiu e o navio peruano recuou para o seu ancoradouro, um dos últimos disparos feriu Guisse mortalmente. Diante dessa situação inesperada, o segundo chefe José Boterín assumiu temporariamente o comando da esquadra, que executou o ataque e extinguiu completamente os disparos terrestres.
Uma vez eliminadas as defesas costeiras de Guayaquil, o bloqueio continuou, a guarnição grã-colombiana retirou-se para se juntar ao Exército de Sucre e iniciaram-se as negociações para a capitulação da praça, que foi assinada a bordo da goleta Arequipeña em 19 de janeiro de 1829.
Após a ocupação de Guayaquil pelas tropas peruanas em 1 de fevereiro de 1829, o novo líder da esquadra peruana Hipólito Bouchard despachou ao Panamá dois navios, a goleta Arequipeña e o bergantim  Congreso sob o comando do primeiro-tenente José Boterín com o objetivo de capturar a goleta de guerra grã-colombiana Tipuani, durante a viagem a goleta Francisca foi capturada em 7 de abril de 1829, os navios peruanos chegaram ao Panamá, onde sem encontrar resistência capturaram a goleta Jhon Cato, que chegou presa a Callao no dia 7 de julho do mesmo ano, o Tipuani, porém, não foi encontrado. Em 18 de maio, durante um acidente, a fragata Presidente pegou fogo, sendo a única perda material da frota peruana durante a guerra.

## Campanha terrestre

### O avanço peruano

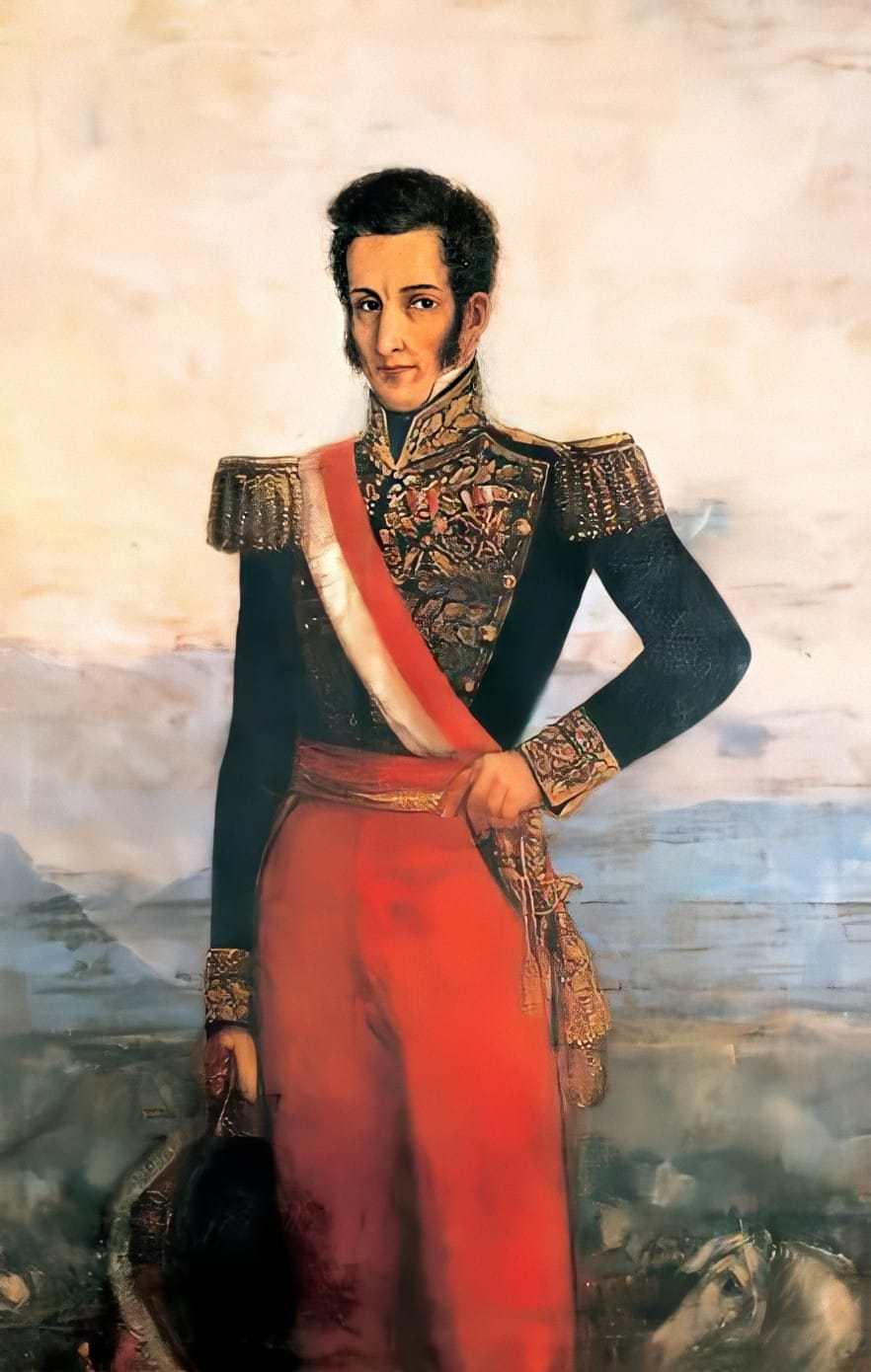
El Mariscal José de La Mar, presidente do Peru (1827-1829).

La Mar avançou sobre território grã-colombiano em novembro de 1828. Ainda em Tambo Grande, ordenou ao coronel Pedro Raulet que avançasse em território inimigo, liderando duas companhias de infantaria e um esquadrão de cavalaria. Raulet ocupou o povoado de Saraguro e com reforços trazidos pelo coronel Juan Francisco de Vidal avançou mais ao norte, até Oña. Em todos esses lugares, os peruanos foram recebidos com júbilo pelos habitantes locais. Era evidente que La Mar possuía partidários naquela região.
No final de dezembro de 1828, La Mar transferiu seu quartel-general para Loja, onde se juntou às forças trazidas pelo General Gamarra. O objetivo fundamental de La Mar era a ocupação de Cuenca, sua cidade natal, com a qual aparentemente pretendia pôr fim ao questionamento da sua nacionalidade (seus inimigos políticos no Peru o consideravam um “estrangeiro”). Em 13 de janeiro de 1829, o Coronel Raulet destacou-se novamente com um avanço em direção ao norte.

### Negociações de paz

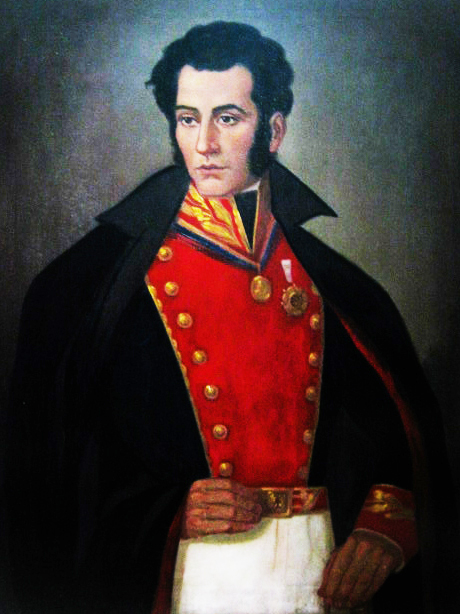
Antonio José de Sucre.

Na época da invasão peruana do sul da Grã-Colômbia, Sucre estava em Nabón. O marechal, cumprindo as instruções de Bolívar, convidou La Mar para negociar a paz. O presidente peruano aceitou a proposta, por meio de nota enviada em 6 de fevereiro de 1829. As bases da negociação, redigidas pelo general Daniel Florencio O'Leary, foram consideradas inaceitáveis por La Mar, que propôs condições, como, por exemplo, a repatriação de soldados peruanos alistados no Exército Grã-Colombiano após a batalha de Ayacucho, e que o departamento de Guayaquil permaneceria no estado em que se encontrava antes de ser anexada à Grã-Colômbia, isto é, no contexto de poder decidir livremente o seu destino. Sucre rejeitou categoricamente estas propostas, fracassando assim nas negociações. Porém, os grã-colombianos alcançaram seu verdadeiro propósito, que era ganhar tempo.

### Surpresa de Saraguro
Em 7 de fevereiro de 1829, o Coronel Raulet atacou surpreendentemente Cuenca, derrotando a guarnição de 400 homens que a defendia. Em 10 de fevereiro, Raulet ocupou a cidade, mas depois retirou-se para se juntar novamente ao resto do exército.
La Mar, à frente do grosso de seu exército, iniciou um movimento em grande escala sobre Cuenca, mas cometeu o erro de deixar em Saraguro o parque de artilharia, ou seja, o material bélico e suprimentos, aos cuidados de uma reduzida retaguarda. Sucre, agindo com sua habilidade característica, na madrugada de 13 de fevereiro de 1829, surpreendeu os poucos soldados peruanos que guardavam Saraguro, apoderando-se do parque bélico. O povoado de Saraguro foi incendiado por seu  lugar-tenente Luis Urdaneta, em retaliação, por ter demonstrado simpatia pelos peruanos.

### Batalha do Portete de Tarqui
Após os acontecimentos de Saraguro, Sucre, à frente de suas tropas, no local chamado Portete de Tarqui, próximo a Cuenca, em 27 de fevereiro de 1829, derrotou completamente uma divisão de vanguarda do Exército Peruano sob o comando do General José María Plaza, que estava isolado do grosso do Exército Peruano e cuja infantaria não dispunha de mais munição do que cada soldado carregava consigo.
Quando o primeiro grupo das outras divisões peruanas chegou às 7 horas da manhã do dia seguinte, as posições de Plaza estavam virtualmente capturadas e ele e seus dois auxiliares foram feitos prisioneiros. O restante das tropas chegou tarde demais e não pôde ser mobilizada porque estava em um desfiladeiro.
Os dispersos de Plaza e as dificuldades do terreno fizeram com que a coluna de Cazadores, sob o comando do Tenente Coronel Felipe Santiago Salaverry, fosse cercada pelo fogo grã-colombiano, por isso teve que se retirar, causando grande pressão e confusão no Exército Peruano.
O tiroteio continuou enquanto a maior parte do Exército Peruano se reorganizava. Uma carga dos Húsares de Junín sob o comando do General Mariano Necochea afugentou os grã-colombianos que vieram perseguir os peruanos com duas companhias de cazadores e o esquadrão  Cedeño, sob o comando do Coronel José María Camacaro.
Camacaro ordenou ao coronel peruano Domingo Nieto, comandante do primeiro esquadrão de Húsares, que poupasse seus regimentos e que ambos lutassem com suas lanças. Nieto, montado num cavalo preto, matou Camacaro. Quando Nieto se retirou com seus Húsares, constatou-se que o exército de Sucre ocupava a encosta por onde deveria passar. Sucre deu ordem para não atirar. Nieto, que marchava à frente dos Húsares, tirou o chapéu, saudando-o.
O capitão peruano Mateo Morán, ferido e prostrado no chão, continuou dando ordens à sua companhia até sua morte. Seus soldados formaram uma cerca humana ao redor de seu corpo para evitar que os grã-colombianos o levassem, mas foram, gradualmente, sucumbindo.
O Exército Peruano, apesar da sua vantagem numérica, sofreu uma derrota esmagadora, que a historiografia peruana tradicionalmente atribui às rivalidades internas entre os seus líderes. Quase metade das tropas peruanas foram mortas, feridas ou feitas prisioneiras, com o Presidente La Mar e os seus homens na lista de prisioneiros.
No Equador, a batalha de Tarqui adquiriu caráter de épico nacional e o dia 27 de fevereiro foi consagrado como o Dia do Exército Equatoriano.

### Convênio de Girón
Como resultado da batalha de Portete de Tarqui, em 27 de fevereiro de 1829, no campo de Girón foi celebrado o Convénio de Girón no qual foi acordada a desocupação do território da Grã-Colômbia pelas forças peruanas. Foi assinado pelos generais Flores e O'Leary, por parte da Grã-Colômbia e Gamarra e Orbegoso, por parte do Peru. O General La Mar ratificou o acordo, mas não desocupou Guayaquil.
As tropas de Guayaquil, sob o comando do Coronel José Prieto, natural daquele porto, e a esquadra recusaram-se a cumprir-lo no dia 11 de março e o governo de Lima ignorou-o no dia 2 de abril. O General Necochea assumiu o comando de Guayaquil no final daquele mês.
A derrota em Portete de Tarqui e a assinatura do Convênio de Girón trouxeram a maior impopularidade à guerra com a Grã-Colômbia e ao governo de La Mar.

### Campanha de Buijo
A ocupação prolongada de Guayaquil foi prejudicial aos interesses do Peru. À medida que os recursos se tornaram escassos, as tensões aumentaram e o tratamento dispensado aos habitantes tornou-se mais severo. O Comandante Peruano exigiu empréstimos da população com a ameaça de trazer ainda mais destruição à cidade. Muitos cidadãos ilustres de Guayaquil foram encarcerados sob suspeita de conspiração. A situação chegou a um ponto em que os peruanos já eram abertamente condenados nas ruas e o exército grã-colombiano recebia pedidos diários para expulsar as tropas peruanas.
Bolívar decidiu recuperar pessoalmente Guayaquil. Conseguiu chegar a Quito em março de 1829 e seguiu imediatamente para o sul, estabelecendo seu quartel-general em Buijo.
No dia 8 daquele mês, foi realizada uma ação armada do general Juan Illingworth no rio La Bolsa e outra ação de tipo guerrilha em diversos locais.
A campanha, porém, tomaria um rumo imprevisto devido à queda do governo La Mar em Lima. Consequentemente, foi negociada a suspensão das hostilidades e a Convenção de Buijo foi assinada em 27 de junho de 1829.

## Fim da guerra

### Golpe de Estado contra La Mar
O caos gerado debilitou o já frágil governo de La Mar e criou as condições para que Gamarra e La Fuente dessem um golpe de Estado. La Mar, disposto a continuar a guerra, retirou-se com suas forças para Piura para reorganizar seu exército, mas foi então que um grupo de oficiais peruanos o prendeu em Piura, na noite de 7 de junho de 1829 e lhe entregou uma carta de Gamarra, por meio da qual pedia-lhe que renunciasse à presidência. La Mar recusou-se a fazê-lo e foi imediatamente transferido para o porto de Paita, onde na madrugada de 9 de junho foi embarcado junto com o coronel Pedro Pablo Bermúdez e seis escravos negros, numa miserável goleta chamada "Las Mercedes", com destino à Costa Rica, onde faleceu algum tempo depois. As razões que Gamarra argumentou para a realização do golpe de Estado foram o fato de La Mar ser um "estrangeiro" no Peru (o que é falso, uma vez que La Mar era peruano tanto por vontade própria como de acordo com a lei) e que sua eleição pelo Congresso nasceu de um arranjo tramado  por Francisco Xavier de Luna Pizarro (o que é discutível).

### Assinatura da paz
Gamarra assumiu a presidência provisória do Peru e, ávido por acabar com a guerra, assinou o Armistício de Piura com os grã-colombianos em 10 de julho de 1829, pelo qual foi acordado um armistício de 60 dias, que foi prorrogado no final do referido período, além da entrega de Guayaquil à Grã-Colômbia, ocorrida em 11 de julho, e a suspensão do bloqueio peruano à costa sul grã-colombiana.
Posteriormente, os delegados peruanos e grã-colombianos, José de Larrea y Loredo e Pedro Gual Escandón, reuniram-se em Guayaquil, onde assinaram um Tratado de Paz e Amizade em 22 de setembro de 1829, o chamado Tratado Larrea-Gual. Assim, as hostilidades foram oficialmente encerradas, estabelecendo-se "uma paz perpétua e inviolável e uma amizade constante e perfeita" entre as duas nações.